# Maxwelton (Washington)
Maxwelton az Amerikai Egyesült Államok északnyugati részén, Washington állam Island megyéjében elhelyezkedő önkormányzat nélküli település.
Maxwelton postahivatala 1908 és 1924 között működött. A település nevét a skóciai Maxwelltownról kapta.

## Fordítás
- Ez a szócikk részben vagy egészben  a   Maxwelton, Washington című angol Wikipédia-szócikk ezen változatának fordításán alapul.  Az eredeti cikk szerkesztőit annak laptörténete sorolja fel. Ez a jelzés csupán a megfogalmazás eredetét és a szerzői jogokat jelzi, nem szolgál a cikkben szereplő információk forrásmegjelöléseként.